# 74-й Венеційський міжнародний кінофестиваль
74-й щорічний Венеційський міжнародний кінофестиваль пройшов з 30 серпня по 9 вересня 2017 року. Фантастичну комедійну стрічку Александера Пейна «Зменшення» обрано фільмом відкриття фестивалю, а фільмом закриття — «Беззаконня: Остання глава» Такесі Кітано.
«Золотого лева» отримав американський фільм Форма води Гільєрмо дель Торо, нічним показом якого було закрито фестиваль.

## Перебіг фестивалю
5 липня 2017 року американська акторка Аннетт Бенінг була названа головою міжнародного журі. Вона стала другою жінкою, що очолила журі після Катрін Денев, яка обіймала цю посаду на Венеційському кінофестивалі 2006 року. 27 липня 2017 була оголошена програма фестивалю. До основної програми увійшов 21 фільм, у тому числі, нові роботи Ай Вейвея, Даррена Аронофскі, Джорджа Клуні і Гільєрмо дель Торо.

## Сюрприз фестивалю
До 35 річчя всесвітньо відомого альбому Майкла Джексона («Thriller») покажуть такий же відомий кліп на пісню Thriller і ще фільм як саме був знятий кліп Making Of Thriller («Створення Триллера») у форматі 3D. Цей кліп зняв режисер Джон Лендіс 1983 року. Прем'єра відбула 2 Грудня 1983 року на каналі MTV. Режисер Джон Лендіс також брав участь у створенні 3D версії для 74 Венеціанського міжнародного кінофестивалю.

## Журі
Міжнародний конкурс
- Аннетт Бенінг, акторка, (голова журі)
- Ребекка Голл, акторка
- Ільдіко Еньєді, режисерка
- / Йонфан, режисер, продюсер та сценарист
- Анна Муглаліс, акторка
- Едгар Райт, режисер, сценарист
- / Девід Страттон, кінокритик
- Жасмін Трінка, акторка
- Мішель Франко, режисер

Програма «Горизонти»
- Джанні Амеліо, режисер (голова журі)
- Фін Трох, режисер і сценарист
- Рахшан Бані Етемад, режисер
- Емі Канаан Манн, режисер
- / Марк Казінс, режисер і сценарист
- Андрес Дюпра, сценарист, архітектор
- Ребекка Злотовськи, акторка, режисерка

## Офіційна програма
| Лауреат «Золотого лева» виділений окремим кольором. |

### Міжнародний конкурс
Для участі у змаганні міжнародного конкурсу були відібрані наступні фільм:
| Українська назва                             | Оригінальна назва                         | Режисер(и)                     | Країна                              |
| -------------------------------------------- | ----------------------------------------- | ------------------------------ | ----------------------------------- |
| Ангели одягаються у біле                     | 嘉年华 / Jia Nian Hua                     | Вівіан Цюй                     | КНР Франція                         |
| Вілла                                        | La Villa                                  | Робер Гедігян                  | Франція                             |
| Екслібрис: Нью-Йоркська публічна бібліотека  | Ex Libris — The New York Public Library   | Фредерік Вайсман               | США                                 |
| Елла та Джон                                 | Ella and John (The Leisure Seeker)        | Паоло Вірдзі                   | Італія                              |
| Зменшення                                    | Downsizing                                | Александер Пейн                | США                                 |
| Кохання і злочинний світ                     | Ammore e Malavita                         | Антоніо Манетті, Марко Манетті | Італія                              |
| Мати!                                        | Mother!                                   | Даррен Аронофскі               | США                                 |
| Мектуб, моя любов: Пісня перша               | Mektoub, My Love: Canto Uno               | Абделатіф Кешиш                | Франція Італія                      |
| Образа                                       | L'insulte                                 | Зіад Дуері                     | Франція Ліван                       |
| Опіка                                        | Jusqu'à la Garde                          | Ксав'є Легран                  | Франція                             |
| Перша реформаторська церква                  | First Reformed                            | Пол Шредер                     | США                                 |
| Покладіться на Піта                          | Lean on Pete                              | Ендрю Гей                      | США                                 |
| Сім'я                                        | Una Famiglia                              | Себастьяно Різо                | Італія                              |
| Мила країна                                  | Sweet Country                             | Ворвік Торнтон                 | Австралія                           |
| Субурбікон                                   | Suburbicon                                | Джордж Клуні                   | США                                 |
| Третє вбивство                               | Sandome No Satsujin                       | Хірокадзу Корееда              | Японія                              |
| Три білборди за межами Еббінга, штат Міссурі | Three Billboards Outside Ebbing, Missouri | Мартін Макдонах                | Велика Британія                     |
| Фокстрот                                     | פוקסטרוט                                  | Самуель Маоз                   | Ізраїль Німеччина Франція Швейцарія |
| Форма води                                   | The Shape of Water                        | Гільєрмо дель Торо             | США                                 |
| Ханна                                        | Hannah                                    | Андреа Паллаоро                | Італія Бельгія Франція              |
| Людський потік                               | Human Flow                                | Ай Вейвей                      | Німеччина США                       |

### Позаконкурсна програма
Наступні фільми були відібрані для участі в позаконкурсній програмі:
| Українська назва              | Оригінальна назва                  | Режисер(и)              | Країна                     |
| ----------------------------- | ---------------------------------- | ----------------------- | -------------------------- |
| Беззаконня: Остання глава     | アウトレイジ 最終章 / Outrage Coda | Такесі Кітано           | Японія                     |
| Вікторія і Абдул              | Victoria & Abdul                   | Стівен Фрірз            | Велика Британія            |
| Вірний. Пристрасть і злочин   | Le FIdele                          | Міхаель Р. Роскам       | Бельгія Франція Нідерланди |
| Ди́ва!                         | Diva!                              | Франческо Патьєрно      | Італія                     |
| Диявол і панотець Аморт       | The Devil and Father Amorth        | Вільям Фрідкін          | США                        |
| Зама                          | Zama                               | Лукресія Мартель        | Аргентина Бразилія         |
| Колотнеча у блоці 99          | Brawl in Cell Block 99             | С. Крейг Залер          | США                        |
| Люблячий Пабло                | Loving Pablo                       | Фернандо Леон Де Араноа | Іспанія Болгарія           |
| Мелодія                       | La Melodie                         | Рашид Гамі              | Франція                    |
| Наші душі вночі               | Our Souls at Night                 | Рітеш Батра             | США                        |
| Пан Ротпетер                  | Il Signor Rotpeter                 | Антонієтта де Лілло     | Італія                     |
| Полин                         | Wormwood                           | Еррол Морріс            | США                        |
| Полювання на людину           | 追捕 / Zhuibu                      | Джон Ву                 | Гонконг КНР                |
| Приватне життя сучасної жінки | The Private Life of a Modern Woman | Джеймс Тобек            | США                        |
| Прихований колір речей        | Il Colore Nascosto Delle Cose      | Сільвіо Сольдіні        | Італія                     |

#### Документальні
| Українська назва | Оригінальна назва | Режисер(и)          | Країна           |
| --- | --- | ------------------- | ---------------- |
| Джим і Енді: посмертна історія Джима Керрі і Енді Кауфмана, що містить особливу, обумовлену контрактом, згадку про Тоні Кліфтона | Jim & Andy: The Great Beyond — the story of Jim Carrey & Andy Kaufman featuring a very special, contractually obligated mention of Tony Clifton | Кріс Сміт           | США Канада       |
| Диявол і панотець Аморт | The Devil and Father Amorth | Вільям Фрідкін      | США              |
| Куба і оператор | Cuba and the Cameraman | Джон Елперт         | США              |
| Моє покоління | My Generation | Дівід Бетті         | Велика Британія  |
| П'яцца Вітторіо | Piazza Vittorio | Абель Феррара       | Італія           |
| Рюїті Сакамото — остання глава                                                                                                   | Ryuichi Sakamoto — Coda | Стівен Номура Шибле | США Японія       |
| Це Конго | This is Congo | Деніел Маккейб      | Республіка Конго |
| Щаслива зима | Happy Winter | Джованні Тотаро     | Італія           |

#### Спеціальні заходи
| Українська назва                    | Оригінальна назва                    | Режисер(и)    | Країна |
| ----------------------------------- | ------------------------------------ | ------------- | ------ |
| Будинок інших                       | Casa d'altri                         | Джанні Амеліо | Італія |
| Стан речей                          | L'ordine delle cose                  | Андреа Сегре  | Італія |
| «Трилер» Майкла Джексона 3D         | Michael Jackson's Thriller 3D        | Джон Лендіс   | США    |
| Створення «Трилера» Майкла Джексона | Making of Michael Jackson's Thriller | Джеррі Крамер | США    |

### Горизонти
Наступні фільми були відібрані для участі в секції «Горизонти»:
| Українська назва              | Оригінальна назва              | Режисер(и)                                                     | Країна                                       |
| ----------------------------- | ------------------------------ | -------------------------------------------------------------- | -------------------------------------------- |
| Блаженні                      | Les Bienheureux                | Софія Джама                                                    | Франція Бельгія                              |
| Види під загрозою зникнення   | Especes Menacees               | Жиль Бурдо                                                     | Франція Бельгія                              |
| Війна                         | Krieg                          | Рік Остерманн                                                  | Німеччина                                    |
| Вірші забуття                 | Los Versos del Olvido          | Аліреза Хатамі                                                 | Франція Німеччина Нідерланди Чилі            |
| Зґвалтування Ресі Тейлор      | The Rape of Recy Taylor        | Ненсі Буїрськи                                                 | США                                          |
| Зникнення                     | ناپدید شدن / Disappearance     | Алі Асгарі                                                     | Іран Катар                                   |
| Каніба                        | Caniba, Lucien Castaing-Taylor | Віріна Паравел                                                 | Франція                                      |
| Кішка-Попелюшка               | Gatta Cenerentola              | Алессандро Рак, Іван Кап'єлло, Марино Гуарньєрі, Даріо Сансоне | Італія                                       |
| Марвін, або Чудове виховання  | Marvin                         | Анн Фонтен                                                     | Франція                                      |
| На захід від сонячного світла | West of Sunshine               | Джейсон Рафтопулос                                             | Австралія                                    |
| Невидимка                     | Invisible                      | Пабло Джорджеллі                                               | Аргентина Бразилія Уругвай Німеччина Франція |
| Ні дати, ні підпису           | Bedoone Tarikh, Bedoone Emza   | Вахід Джалілванд                                               | Іран                                         |
| Ніко, 1988                    | Nico, 1988                     | Сюзанна Нік'яреллі                                             | Італія Бельгія                               |
| Ніч, коли я плавав            | La Nuit où j'ai nagé           | Дам'єн Манівель, Ігарасі Когеї                                 | Франція Японія                               |
| Під деревом                   | Undir trénu                    | Гафстейн Гуннар Сігурдсон                                      | Ісландія Данія Польща Німеччина              |
| Покази                        | Haedut                         | Амічай Грінберг                                                | Ізраїль Австрія                              |
| Потворні та злі               | Brutti e Cattivi               | Козімо Гомес                                                   | Італія Франція                               |
| Родич                         | Ha Ben Dod                     | Цахі Град                                                      | Ізраїль                                      |

### Кіноогляди в саду
| Українська назва                | Оригінальна назва        | Режисер(и)                          | Країна                           |
| ------------------------------- | ------------------------ | ----------------------------------- | -------------------------------- |
| Вудшок                          | Woodshock                | Kate and Laura Mulleavy             | США                              |
| Дублер                          | Controfigura             | Ря ді Мартіно                       | Італія Франція Марокко Швейцарія |
| Мануель                         | Manuel                   | Даріо Альбертіні                    | Італія                           |
| Народжений в Казаль-ді-Принципі | Nato a Casal di Principe | Бруно Олів'єро                      | Італія Іспанія                   |
| Субура — серіал                 | Suburra — La serie       | Презентація двох перших епізодів    | Італія                           |
| Убивці                          | Tueurs                   | Франсуа Трукен та Жан-Франсуа Енжен | Бельгія Франція                  |

## Автономні секції

### Міжнародний тиждень критиків
Наступні фільми були відібрані для участі в програмі Міжнародного тижня критиків:
Основной конкурс
| Українська назва     | Оригінальна назва        | Режисер(и)                   | Країна                                |
| -------------------- | ------------------------ | ---------------------------- | ------------------------------------- |
| Дикі хлопчаки        | Les garçons sauvages     | Бертран Мандіко              | Франція                               |
| Дрифт                | Drift                    | Гелена Віттманн              | Німеччина                             |
| Залив                | Körfez                   | Емре Ексан                   | Туреччина Німеччина Греція            |
| Команда «Ураган»     | Team Hurricane           | Анніка Берг                  | Данія                                 |
| Кратер               | Il cratere               | Лука Белліно та Сільвія Луці | Італія                                |
| Сара грає перевертня | Sarah joue un loup garou | Катарина Вісс                | Швейцарія Німеччина                   |
| Сезон полювання      | Temporada de caza        | Наталія Гараджола            | Аргентина США Німеччина Франція Катар |

Спеціальні заходи поза конкурсом
| Українська назва | Оригінальна назва | Режисер(и)     | Країна          |
| ---------------- | ----------------- | -------------- | --------------- |
| Гольниця         | Pin Cushion       | Дебора Гейвуд  | Велика Британія |
| Отрута           | Veleno            | Дієго Оліварес | Італія          |

### Дні авторів
Наступні фільми були відібрані для 14-го випуску програми Дні авторів (Giornate degli Autori)

#### У конкурсі
| Українська назва      | Оригінальна назва         | Режисер(и)                          | Країна                                     |
| --------------------- | ------------------------- | ----------------------------------- | ------------------------------------------ |
| Волюбіліс             | Volubilis                 | Фаузі Бенсаїді                      | Марокко Франція Катар                      |
| Зараження             | Il contagio               | Маттео Бортуньо и Даніеле Колуччіні | Італія                                     |
| Керівництво по життю  | Life Guidance             | Рут Мадер                           | Австрія                                    |
| Куди падають тіні     | Dove cadono le ombre      | Валентина Педічині                  | Італія                                     |
| М                     | M                         | Сара Форестьє                       | Франція                                    |
| Погляд на Джульєт     | Eye on Juliet             | Кім Нгуен                           | Канада                                     |
| Рівновага             | L'equilibrio              | Вінченцо Марра                      | Італія                                     |
| Смак квітки рису      | 米花之味 / Mi Hua Zhi Wei | Пенгфей                             | КНР                                        |
| Стрітення             | Candelaria                | Джонні Гендріс Гінестроза           | Колумбія Німеччина Норвегія Аргентина Куба |
| Томління              | געגוע / Ga'agua           | Шабі Габізон                        | Ізраїль                                    |
| У пошуках Умм Кульсум | Looking for Oum Kulthum   | Ширін Нешат                         | Німеччина Австрія Італія Ліван Катар       |
|                       | Samui Song                | Пен-Ек Ратанаруанг                  | Таїланд Німеччина Норвегія                 |

#### Жіночі історії
| Українська назва                | Оригінальна назва           | Режисер(и)         | Країна     |
| ------------------------------- | --------------------------- | ------------------ | ---------- |
| (№ 13) Кармен                   | Carmen                      | Хлоя Севіньї       | Італія США |
| (№ 14) Кінець історичної ілюзії | The End of History Illusion | Селія Раулсон-Голл | Італія США |

#### Спеціальні заходи
| Українська назва                      | Оригінальна назва                    | Режисер(и)            | Країна         |
| ------------------------------------- | ------------------------------------ | --------------------- | -------------- |
| Аньєллі                               | Agnelli                              | Нік Гукер             | США            |
| Вулиця спраги                         | Thirst Street                        | Натан Сільвер         | США            |
| Закон першого номера                  | La legge del numero uno              | Алессандро Д'Алатрі   | Італія         |
| Замах на вбивство в підлітковому віці | Il tentato suicidio nell'adolescenza | Ерманно Ольмі         | Італія         |
| Молитва (документальний)              | Preghiera                            | Давиде Кавуті         | Італія         |
| Рішучий                               | Il risoluto                          | Джованні Донфранческо | Італія Франція |
| Роздягання: пародійна історія         | Getting Naked: A Burlesque Story     | Джеймс Лестер         | США            |

#### Спеціальні кінопокази
| Українська назва         | Оригінальна назва            | Режисер(и)          | Країна         |
| ------------------------ | ---------------------------- | ------------------- | -------------- |
| Мільйонери               | The Millionairs              | Клаудіо Сантамарія  | Італія         |
| Розповісти про Венецію   | Raccontare Venezia           | Вільма Лабате       | Італія Франція |
| Я (безмежний, як Космос) | I'm (Endless Like the Space) | Анне-Ріїтта Чикконе | Італія         |

### Венеційська класика
| Українська назва                           | Оригінальна назва                       | Режисер(и)             | Країна         |
| ------------------------------------------ | --------------------------------------- | ---------------------- | -------------- |
| Аль-Хаймун (1984)                          | Les baliseurs du désert/El Haimoune     | Насер Хемір            | Туніс Франція  |
| Близькі контакти третього ступеня (1977)   | Close Encounters of the Third Kind      | Стівен Спілберг        | США            |
| Група-81 (1982)                            | Batch '81                               | Майк Де Леон           | Філіппіни      |
| Двадцяте століття (1976)                   | Novecento                               | Бернардо Бертолуччі    | Італія         |
| Дві чи три речі, які я знаю про неї (1967) | Deux ou trois choses que je sais d'elle | Жан-Люк Годар          | Франція        |
| Жінка-мавпа (1964)                         | La donna scimmia                        | Марко Феррері          | Італія Франція |
| Заколот Мемі Стовер (1956)                 | The Revolt of Mamie Stover              | Рауль Волш             | США            |
| Іди і дивись (1985)                        | Иди и смотрм                            | Елем Климов            | СРСР           |
| Мулатка Дайна (1932)                       | Daïnah la métisse                       | Жан Гремійон           | Франція        |
| Немає миру під оливою (1950)               | Non c'è pace tra gli ulivi              | Джузеппе Де Сантіс     | Італія         |
| Око лукавого (1962)                        | L'Œil du Malin                          | Клод Шаброль           | Франція        |
| Розповідь Чикамацу (1954)                  | (近松物語 / Chikamatsu Monogatari       | Кендзі Мідзогуті       | Японія         |
| Смак рису із зеленим чаєм (1952)           | お茶漬けの味 / Ochazuke no aji          | Ясудзіро Одзу          | Японія         |
| Старий темний будинок (1932)               | The Old Dark House                      | Джеймс Вейл            | США            |
| У ночі (1985)                              | Into the Night                          | Джон Лендіс            | США            |
| Управитель Сансе (1954)                    | 山椒大夫 / Sanshō Dayū                  | Кендзі Мідзогуті       | Японія         |
| Червона пустеля (1964)                     | Deserto rosso                           | Мікеланджело Антоніоні | Італія         |
| Чорний Петро (1964)                        | Černý Petr                              | Мілош Форман           | Чехословаччина |

## Нагороди
Нагороди були розподілені наступним чином:
Офіційна програма
Золотий лев — Форма води, реж. Гільєрмо дель Торо
- Гран-прі журі — Фокстрот, реж. Самуель Маоз
- Срібний лев — Опіка, реж. Ксав'є Легран
- Кубок Вольпі:
  - Найкращий актор — Камель Ель Баша за Образа
  - Найкраща акторка — Шарлотта Ремплінг за Ханна
- «Золоті Озелли» за найкращий сценарій — Три білборди за межами Еббінга, штат Міссурі, реж. Мартін Макдона
- Спеціальний приз журі — Мила країна, реж. Ворвік Торнтон
- Премія Марчелло Мастроянні — Чарлі Пламмер за Покладіться на Піта

Горизонти
- Найкращий фільм — Ніко, 1988, реж. Сюзанна Нік'яреллі
- Найкращий режисер — Ні дати, ні підпису за Вахід Джалілванд
- Спеціальний приз журі — Каніба за Віріна Паравел та Люсьєн Кастань-Тейлор
- Найкраща акторка — Ліна Ходрі за Блаженні
- Найкращий актор — Навід Мохаммадзадех за Ні дати, ні підпису
- Найкращий сценарій — Вірші забуття, реж. Алізера Хатамі
- Приз за найкращий короткометражний фільм — Втрачений голос, реж. Марчело Мартінессі

Спеціальні нагороди
- «Золотий лев» за кар'єру — Джейн Фонда і Роберт Редфорд[11]

### Автономні секції
32-й Венеційський Міжнародний тиждень критиків
- Нагорода глядачів SIAE — Сезон полювання, реж. Наталія Гараджола
- Нагорода кіноклуба Верони — Команда «Ураган», реж. Анніка Берг
- Маріо Сарандреї — Нагорода від готелю «Saturnia» за найкращий технічний внесок — Дикі діти, реж. Бертран Мандіко
- Нагорода SIAE — Саверіо Костанцо

Дні авторів
- Режисерська нагорода GdA — Стрітення, реж. Джоні Гендріс Гінестроза
- Народний вибір BNL — Томління, реж. Шабі Габізон
- Нагорода «Europa Cinemas Label» за найкращий європейський фільм — М, реж. Сара Форестьє
- Премія Федера (Федерація європейських критиків та країн Середземномор'я)
  - Найкращий фільм: Погляд на Джульєт, реж. Кім Нгуен
  - Найкращий режисер дебютного фільму: Сара Форестьє за М
  - Найкращий актор: Редуан Гаржан за М

### Паралельні нагороди
Були вручені наступні нагороди:
Приз ФІПРЕССІ
- Найкращий фільм офіційної програми: Екслібрис: Нью-Йоркська публічна бібліотека, реж. Фредерік Вайсман
- Найкращий фільм паралельних секцій: Вірші забуття, реж. Аліреза Хатамі

Премія Франческо Пазінетті
- Найкращий фільм: Кохання і злочинний світ, реж. Антоніо Манетті , Марко Манетті
- Найкращий актор: Джанпаоло Мореллі, Серена Россі, Клаудія Джеріні, Карло Буччироссо, Раїц , Франко Річчарді, Антоніо Буономо за Кохання і злочинний світ
  - Спеціальна нагорода: Кішка-Попелюшка, реж. Алессандро Рак, Іван Кап'єлло, Марино Гуарньєрі, Даріо Сансоне
  - Спеціальна нагорода: Ніко, 1988, реж. Сюзанна Нік'яреллі

Блакитний лев
- Марвін, або Чудове виховання, реж. Анн Фонтен

Премія Всесвітньої католицької асоціації по комунікаціях (SIGNIS)
- Вілла, реж. Робер Гедігян
  - Спеціальна згадка: Фокстрот, реж. Самуель Маоз

Премія Робера Брессона
- Джанні Амеліо [17]